# Subterrochus eurous
Subterrochus eurous är en skalbaggsart som beskrevs av Park 1960. Subterrochus eurous ingår i släktet Subterrochus och familjen kortvingar. Inga underarter finns listade i Catalogue of Life.